# Emder Ruderverein

Flagge des Rudervereins

Der Emder Ruderverein e. V. wurde 1906 in Emden zur Förderung des Sports Rudern gegründet. Neben dem Wander- und Rennrudern betätigt sich der Verein seit 1972 auch im Volleyball und seit 2008 auch im Drachenbootsport. Der Verein ist Mitglied im Deutschen Ruderverband (DRV).

## Geschichte

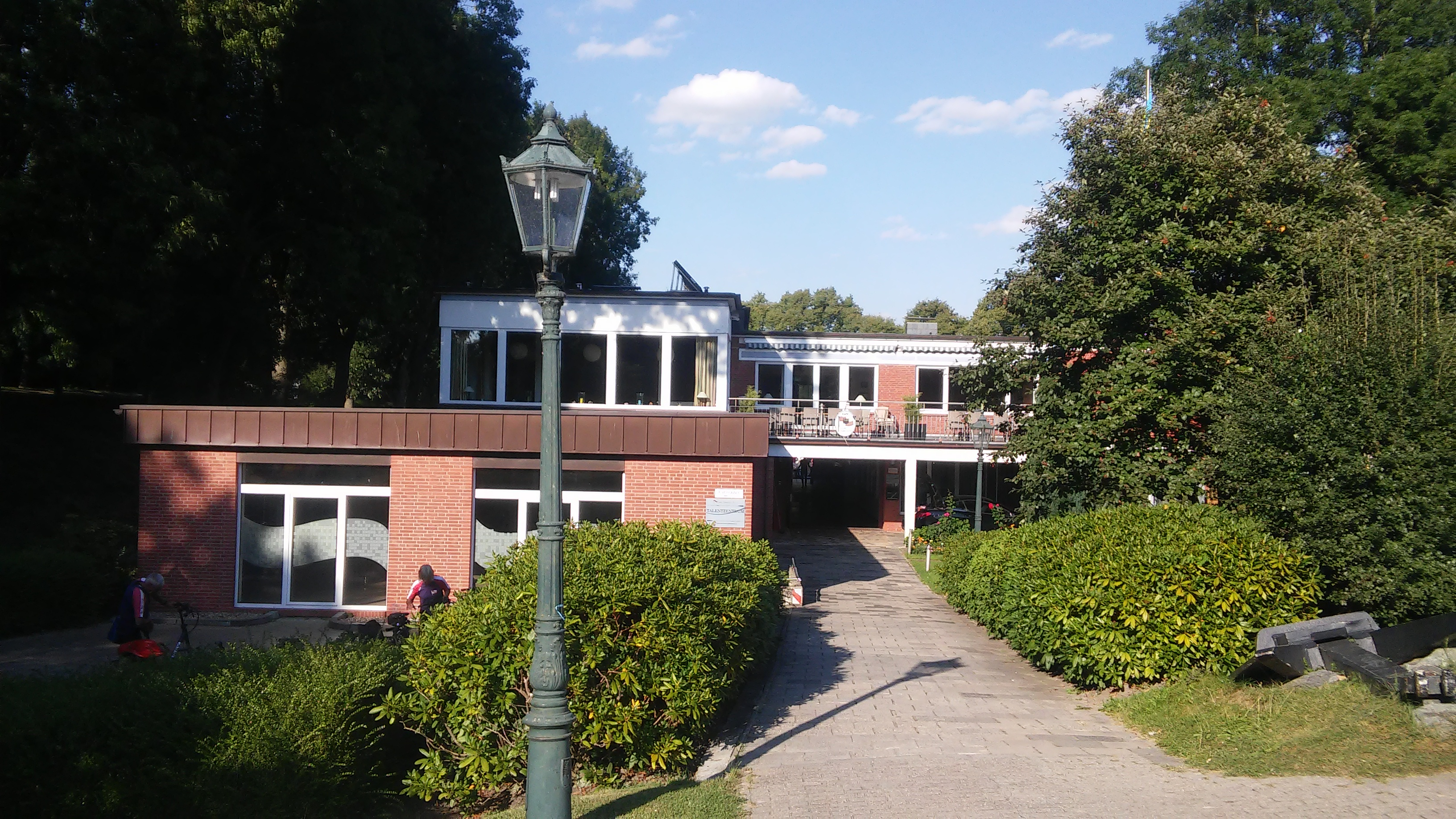
Das Bootshaus des Vereins 2022

Bereits vor der Vereinsgründung ruderten Ingenieure der Nordseewerke in einem Ruder- und Segelklub. Der Verein wurde unter dem Namen Emder Ruderverein von 1906 als erster Ruderverein in der Stadt  gegründet. Zur Gründung trafen sich 20 Männer am 15. Mai 1906 in der Delfthalle. Der erste Vorsitzende war Dr. Conrad Zorn. Der Verein besaß zu Beginn drei Boote. 1907 zog der Verein in sein eigenes Bootshaus am Doele-Piepen-Tief. 1912 trat der ERV dem Deutschen Ruderverband bei.
1911 gründeten Mitarbeiter des Post- und Telegrafenamtes unter dem Namen Ruderverein Ostfriesland einen weiteren Ruderverein in Emden. Er hatte sein Bootshaus am Fehntjer Tief an der Kesselschleuse. Hinzu kam im gleichen Jahr der Schülerruderverein „Wiking“. Dieser überdauerte aufgrund des Ersten Weltkrieges allerdings nur wenige Jahre. Bis zu diesem Zeitpunkt handelte es sich um reine Männervereine. 1913 wurde dann der Emder Damen Ruderverein gegründet.
Aufgrund der wirtschaftlich schlechten Lage fusionierten der Emder Ruderverein von 1906 und der Ruderverein Ostfriesland im Jahr 1923 zum Der Emder Ruderverein. Ihm gehörten 183 ausübende Mitglieder an und er besaß 23 Boote.
Zum Kriegsende 1945 wurden alle Vereine aufgelöst. 1948 nahm man das Training wieder auf. Bereits 1946 nahmen einige Sportler als „Rudergemeinschaft Emden“ das Training auf. Als einziges überstand das Gebäude des Damenvereins den Krieg. Es wurde in der Folge zusammen von den Rudervereinen genutzt. 1951 baute der ERV ein neues Bootshaus an der Kesselschleuse. 1963 wurde es durch ein Neueres ersetzt.
1977 schlossen sich Der Emder Ruderverein und der Emder Damen Ruderverein zum heutigen Emder Ruderverein zusammen.

## Sportliche Erfolge
Der Verein kann sportliche Erfolge in fast allen Bootsklassen aufweisen. So hat der Verein über 1500 Siege vom Einer bis zum Achter auf Regatten des Deutschen Ruderverbandes errungen. Des Weiteren lassen sich mehrere Deutsche Meistertitel und eine Teilnahme an den Olympischen Spielen durch Manfred Weinreich und Thomas Hitzbleck zählen.